# Pascal Siakam
Pascal Siakam (Douala, 1994. április 2. –) kameruni kosárlabdázó, a National Basketball Associationben (NBA) szereplő Indiana Pacers csapatában játszik. Háromszoros NBA All Star és kétszeres All-NBA csapattag, valamint 2019-ben bajnok lett a Toronto Raptors csapatával. Siakam a New Mexico State Aggies csapatában játszott egyetemen, és 2016-ban a Western Athletic Conference év játékosának választották. A “Spicy P” becenévre hallgató játékost a Raptors választotta ki a 2016-os NBA draft első körében a 27. helyen.

## Statisztika

### NBA

#### Alapszakasz
| Év         | Csapat          | JM  | KM  | JP/M  | MG%  | 3P%  | BD%  | LP/M | GP/M | L/M | B/M | P/M  |
| ---------- | --------------- | --- | --- | ----- | ---- | ---- | ---- | ---- | ---- | --- | --- | ---- |
| 2016–2017  | Toronto Raptors | 55  | 38  | 15,6  | .502 | .143 | .688 | 3,4  | 0,3  | 0,5 | 0,8 | 4,2  |
| 2017–2018  | Toronto Raptors | 81  | 5   | 20,7  | .508 | .220 | .621 | 4,5  | 2,0  | 0,8 | 0,5 | 7,3  |
| 2018–2019† | Toronto Raptors | 80  | 79  | 31,8  | .549 | .369 | .785 | 6,9  | 3,1  | 0,9 | 0,7 | 16,9 |
| 2019–2020  | Toronto Raptors | 60  | 60  | 35,2  | .453 | .359 | .792 | 7,3  | 3,5  | 1,0 | 0,9 | 22,9 |
| 2020–2021  | Toronto Raptors | 56  | 56  | 35,8  | .455 | .297 | .827 | 7,2  | 4,5  | 1,1 | 0,7 | 21,4 |
| 2021–2022  | Toronto Raptors | 68  | 68  | 37,9* | .494 | .344 | .749 | 8,5  | 5,3  | 1,3 | 0,6 | 22,8 |
| 2022–2023  | Toronto Raptors | 71  | 71  | 37,4* | .480 | .324 | .774 | 7,8  | 5,8  | 0,9 | 0,5 | 24,2 |
| 2023–2024  | Toronto Raptors | 39  | 39  | 34,7  | .522 | .317 | .758 | 6,3  | 4,9  | 0,8 | 0,4 | 22,2 |
| 2023–2024  | Indiana Pacers  | 41  | 41  | 31,8  | .549 | .386 | .699 | 7,8  | 3,7  | 0,8 | 0,4 | 21,3 |
| 2024–2025  | Indiana Pacers  | 78  | 78  | 32,7  | .519 | .389 | .734 | 6,9  | 3,4  | 0,9 | 0,5 | 20,2 |
| Összesen   | Összesen        | 629 | 535 | 31,2  | .499 | .339 | .763 | 6,7  | 3,6  | 0,9 | 0,6 | 18,0 |
| All Star   | All Star        | 3   | 2   | 14,0  | .750 | .000 | .500 | 5,0  | 2,0  | 1,0 | 0,0 | 10,3 |

#### Rájátszás
| Év       | Csapat          | JM  | KM  | JP/M | MG%  | 3P%  | BD%  | LP/M | GP/M | L/M | B/M | P/M  |
| -------- | --------------- | --- | --- | ---- | ---- | ---- | ---- | ---- | ---- | --- | --- | ---- |
| 2017     | Toronto Raptors | 2   | 0   | 5,0  | .000 | —    | —    | 1,5  | 0,5  | 0,5 | 0,0 | 0,0  |
| 2018     | Toronto Raptors | 10  | 0   | 17,9 | .610 | .750 | .650 | 3,6  | 0,8  | 0,1 | 0,6 | 6,6  |
| 2019†    | Toronto Raptors | 24* | 24* | 37,1 | .470 | .279 | .759 | 7,1  | 2,8  | 1,0 | 0,7 | 19,0 |
| 2020     | Toronto Raptors | 11  | 11  | 38,0 | .396 | .189 | .717 | 7,5  | 3,8  | 1,1 | 0,4 | 17,0 |
| 2022     | Toronto Raptors | 6   | 6   | 43,4 | .477 | .235 | .861 | 7,2  | 5,8  | 1,2 | 1,0 | 22,8 |
| 2024     | Indiana Pacers  | 17  | 17  | 35,4 | .541 | .298 | .619 | 7,5  | 3,8  | 0,8 | 0,4 | 21,6 |
| Összesen | Összesen        | 70  | 58  | 33,7 | .483 | .267 | .722 | 6,6  | 3,1  | 0,8 | 0,6 | 17,3 |

### Egyetem
| Év        | Csapat                  | JM | KM | JP/M | MG%  | 3P%  | BD%  | LP/M | GP/M | L/M | B/M | P/M  |
| --------- | ----------------------- | -- | -- | ---- | ---- | ---- | ---- | ---- | ---- | --- | --- | ---- |
| 2014–2015 | New Mexico State Aggies | 34 | 27 | 30,8 | .572 | .000 | .759 | 7,7  | 1,3  | 0,8 | 1,8 | 12,8 |
| 2015–2016 | New Mexico State Aggies | 34 | 34 | 34,6 | .539 | .200 | .678 | 11,6 | 1,7  | 1,0 | 2,2 | 20,3 |
| Összesen  | Összesen                | 68 | 61 | 32,7 | .551 | .176 | .711 | 9,7  | 1,5  | 0,9 | 2,0 | 16,6 |

## Fordítás
Ez a szócikk részben vagy egészben  a   Pascal Siakam című angol Wikipédia-szócikk ezen változatának fordításán alapul.  Az eredeti cikk szerkesztőit annak laptörténete sorolja fel. Ez a jelzés csupán a megfogalmazás eredetét és a szerzői jogokat jelzi, nem szolgál a cikkben szereplő információk forrásmegjelöléseként.